# Battaglia di Krasnoi
La battaglia di Krasnoi (o di Krasnyj) fu combattuta tra il 15 e il 18 novembre 1812, nell'ultima fase della ritirata della Grande Armata di Napoleone dalla Russia. La battaglia, caratterizzata da una serie successiva di scaramucce e scontri confusi, senza una vera battaglia campale, vide le truppe francesi, indebolite da freddo e dalla guerra di logoramento di Kutuzov, cercare di superare gli sbarramenti organizzati dai russi lungo la strada maestra di Smolensk e continuare la ritirata.

## Contesto storico
Dopo la fine della guerra della quinta coalizione e della pace tra Austria e Francia, Napoleone si ritrovava nella posizione di padrone dell'Europa continentale: la maggior parte dei suoi nemici era stata sconfitta in maniera pressoché definitiva e, ad eccezione dell'eterna rivale Inghilterra, non vi era nessuno capace di porre un'efficace resistenza.
Il metodo scelto per minare la stabilità del regno britannico aveva come chiave l'economia: bloccare i commerci inglesi con l'Europa e causare una crisi socio-economica generalizzata sull'isola. Per fare questo, Napoleone costrinse, con la forza o meno, tutti i Paesi europei suoi alleati ad aderire al blocco continentale e terminare i rapporti commerciali con gli inglesi.
Dopo un periodo di relativa tranquillità, la Russia, non trovando altri partner commerciali interessati ai suoi prodotti, fu costretta a riaprire i porti alle navi inglesi. Questo portò la Francia ad entrare in guerra con lo zar. Presto, nel 1812, Napoleone e la sua Grande Armée si avventurarono in una spedizione sul suolo russo.

## Antefatti

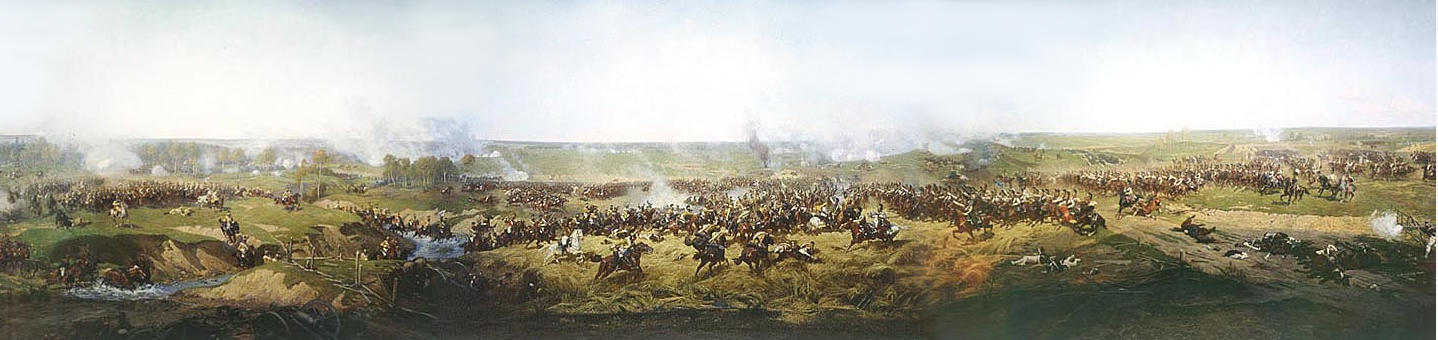
La battaglia di Borodino

La campagna militare proseguiva secondo gli auspici, sebbene il numero di perdite fosse nettamente superiore alle previsioni, e Napoleone era giunto a Mosca a metà settembre, convinto che avrebbe presto ricevuto un'offerta di pace dallo zar. Tuttavia Alessandro I, su suggerimento di numerosi consiglieri, decise che era il caso di proseguire nella guerra. Ben presto, tale scelta si rivelò particolarmente azzeccata: il 18 ottobre, non potendo più rimanere a Mosca, le truppe francesi iniziarono ad abbandonare la città, in direzione Smolensk e Vitebsk, che nei piani di Napoleone dovevano essere i loro quartieri invernali.
L'imperatore francese aveva compreso la tattica dei russi: avendo allungato la linea di approvvigionamento di oltre 500 km per arrivare a Mosca, le sue truppe avrebbero dovuto razziare il territorio per procurarsi il cibo e la stessa strada dell'andata, sebbene più breve, non poteva garantire tale possibilità. Per questo motivo, l'esercito invasore intraprese un percorso diverso, che passasse per la città di Kaluga, ricca di provviste. La strada fu bloccata loro dal generale Kutuzov a Malojaroslavec, che inflisse una prima battuta d'arresto alle truppe francesi. Le perdite per entrambi gli eserciti furono notevoli, ma i francesi non potevano permettersi il lusso di concedere una seconda battaglia campale e subire ulteriori perdite. Pertanto, non potendo proseguire sulla rotta programmata, dovettero tornare sui loro passi e ripercorrere al contrario la via dell'andata, già devastata e priva di risorse utili.
L'esercito francese era in marcia in una lunga colonna ed era costantemente bersagliato da attacchi di partigiani russi e scorribande dei cosacchi. L'ultimo vero incontro con le forze regolari dell'esercito era avvenuto il 3 novembre a Vjaz'ma, dove i soldati di Davout erano stati attaccati dalle truppe di Miloradovich ed avevano subito perdite consistenti. In questo frangente, i primi segni di disordine tra le truppe iniziarono ad apparire. Dopo questo scontro, le truppe di Napoleone raggiunsero Smolensk: sebbene l'iniziale progetto fosse di farne il quartiere invernale, una pessima comunicazione e una cattiva gestione delle risorse fecero sì che tutte le provviste stoccate nella città venissero terminate in soli tre giorni, quando parte dell'esercito doveva ancora arrivare in città. Ovviamente fu necessario ripartire.
Non avendo ricevuto alcuna notizia sulle forze di Kutuzov per quasi due settimane, Napoleone assunse, erroneamente, che questi avesse subito perdite paragonabili a quelle del proprio esercito e che stesse mantenendo le distanze. Napoleone preparò il suo esercito per lasciare Smolensk in diversi scaglioni: il 13 novembre i corpi polacchi e della Westfalia, il 14 Napoleone stesso, il 15 il principe Eugenio, il 16 Davout ed infine Ney il 17 come retroguardia. Questo approccio ebbe due disastrose conseguenze: nessuna delle varie divisioni era pronta a combattere in maniera efficace e la colonna formatasi si sarebbe allungata per decine di chilometri (oltre 50), rendendola estremamente vulnerabile alle imboscate dei russi.

## La battaglia

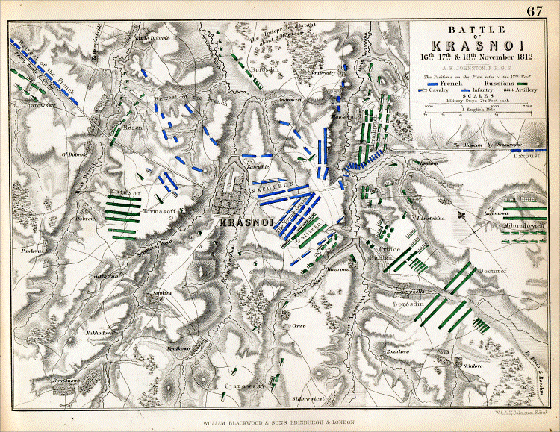
Schema della battaglia di Krasnoi

### 15 Novembre
Il 15 novembre, la Guardia Imperiale raggiungeva il villaggio di Krasnoi. Per farlo era necessario attraversare una gola, lunga e ondulata che procedeva in discesa da Smolensk. Nel tragitto, sulla loro sinistra, erano posizionate le truppe di Miloradovich, con l'ordine di non attaccare direttamente impartito da Kutuzov. I russi si limitarono a colpire i francesi con il fuoco dei cannoni da una lunga distanza, infliggendo solo lievi danni. I cosacchi provarono ad attaccare la colonna da davanti, assieme alla fanteria e all'artiglieria russa. Con uno sfoggio di maestrale disciplina, la Vecchia Guardia li disperse.
Giunti a Krasnoi, i suoi uomini cercarono riparo dal freddo e dalle intemperie, ma trovarono che una parte della città era stata data alle fiamme e che non vi era posto riparato per far riposare la Giovane Guardia. L'imperatore decise di farli combattere contro i cosacchi di Ozharovsky, appostati nelle colline attorno alla cittadina per tenerli occupati. L'operazione fu inizialmente affidata al generale Rapp, salvo essere sostituito all'ultimo dal generale Roguet. Alle due di notte i cosacchi, colti di sorpresa e nel sonno, videro l'arrivo della Giovane Guardia, che combattendo alla baionetta, riuscì a distruggere la metà delle loro forze. Gli altri, sempre al comando di Ozharovsky, riuscirono a ritirarsi oltre al torrente, in mezzo ai boschi. Non avendo con sé la cavalleria, Rouguet non poté inseguirli.

### 16 Novembre

#### La sconfitta di Eugenio

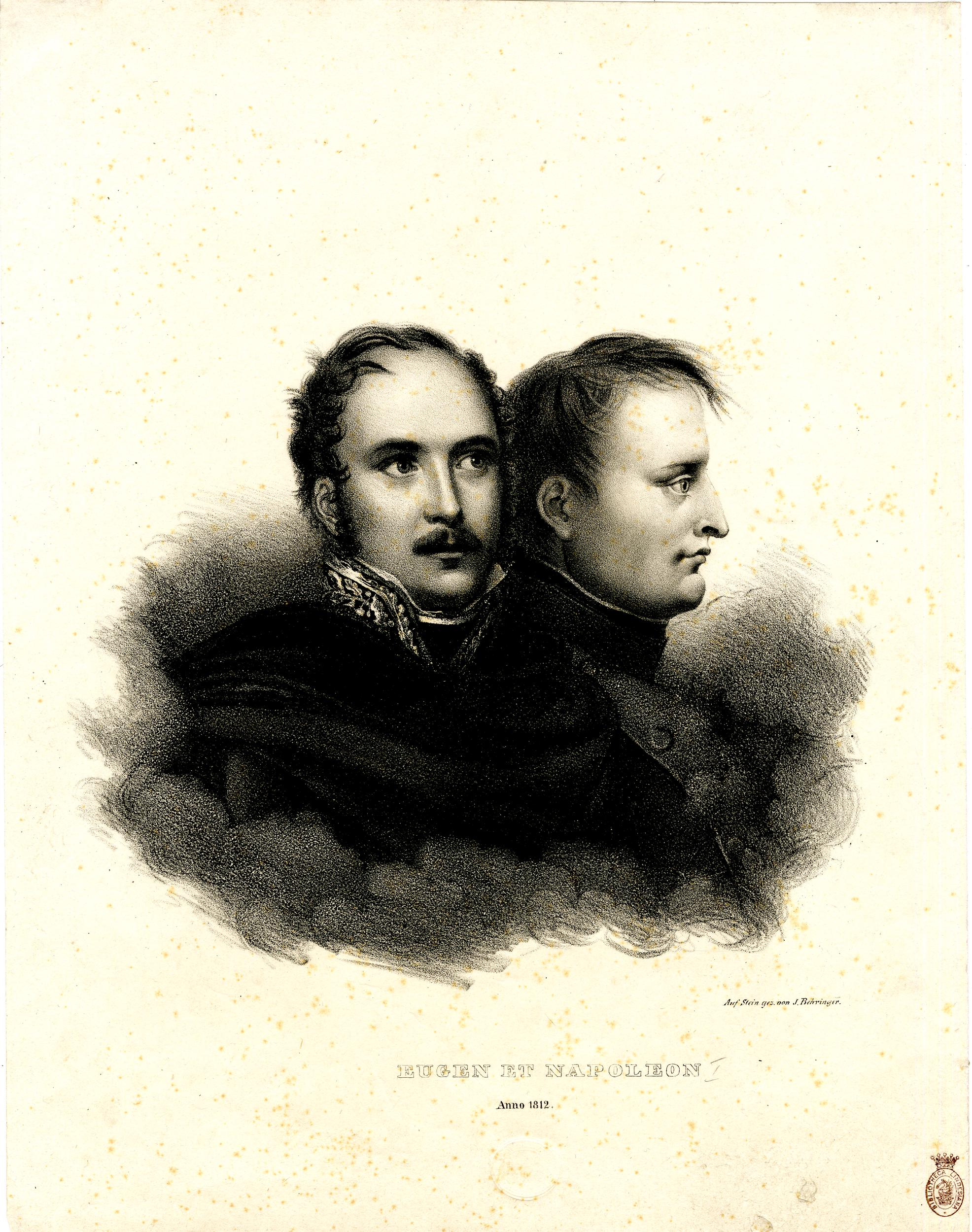
Eugenio e Napoleone in un ritratto del 1812

L'esercito di Eugenio dovette affrontare le truppe di Miloradovich, che avevano bloccato loro il passaggio e congestionato l'intera avanzata dei napoleonici. Il viceré d'Italia rifiutò di arrendersi e consegnare per intero le proprie forze ai russi: perse un terzo delle proprie truppe e la totalità dei propri bagagli e della propria artiglieria. Non potendo avanzare, decise di attendere il buio e fuggire, nella speranza di trovare una rotta alternativa. Così, fece in modo che una parte delle proprie truppe attaccasse il fianco sinistro delle forze di Miloradovich, mentre il resto del suo esercito fuggiva nella direzione opposta. Ciò fu in parte dovuto alla scelta di Kutuzov di non trasformare le schermaglie in una battaglia campale.
I resti del suo esercito arrivarono a Krasnoi nella tarda serata. Non essendo capaci di sostenere un ulteriore scontro e non essendoci altri possibili ripari a Krasnoi, Napoleone li fece proseguire nella marcia verso Orsha.

#### L'arrivo di Kutuzov
Quello stesso giorno, prima dell'attacco al corpo del Principe Eugenio, Kutuzov era arrivato con il grosso dell'esercito a Krasnoi, fermandosi a 26 km dalla città, tra i borghi di Zhuli e Novolseye. Sebbene avrebbe potuto avanzare contro i francesi e schiacciarli con la sola superiorità numerica, Kutuzov esitò e decise di concedere ai suoi uomini un giorno di riposo. I suoi ufficiali, specialmente Wilson, criticarono tale condotta e lo spronavano ad attaccare immediatamente i francesi. Kutuzov rimase fedele ai propri principi ed impedì ai suoi ufficiali di attaccare prima dell'alba del giorno seguente.
Il piano di Kutuzov prevedeva la divisione delle sue forze in tre gruppi:
- Miloradovic avrebbe mantenuto la sua posizione strategica sulle colline, in modo da bloccare sia Davout sia Ney;
- Golitsyn avrebbe condotto 15 000 uomini sulla riva destra del fiume Losvinka, tenendo Krasnoi sotto osservazione;[18]
- infine Tormasov con 20 000 uomini avrebbe dovuto aggirare la città di Krasnoi e bloccare la strada che conduceva ad Orsha, per impedire ai francesi una ritirata.

I cosacchi d Ozharovsky, indeboliti dopo lo scontro del giorno prima, avrebbero operato indipendentemente nella zona ad ovest di Krasnoi.
Venuto a sapere che Napoleone non avrebbe lasciato Krasnoi ma che, invece, avrebbe atteso Ney e Davout, Kutuzov fu costretto a rivedere in parte i propri piani per l'offensiva del giorno seguente.

### 17 Novembre

#### L'Armata di Davout in pericolo
Alle 3 del mattino, Davout venne a conoscenza della sconfitta subita da Eugenio il giorno precedente. Sebbene inizialmente intendesse aspettare le forze di Ney, al momento ancora a Smolensk, ed affrontare insieme i russi, Davout si convinse che il percorso fosse relativamente sicuro e che valesse la pena tentare il passaggio. Alle 9 del mattino le sue truppe avevano raggiunto il torrente Losvinka.
Purtroppo, Miloradovich, con il consenso di Kutuzov, bombardò pesantemente la zona con la propria artiglieria, causando il panico tra le truppe di Davout. I suoi uomini, persa ogni disciplina, si diedero alla fuga, lasciando la retroguardia (il 33º Reggimento Olandese) sull'orlo della completa distruzione. Le forze di Davout si ridussero a soli 4 000 uomini.
Sembra che nella confusione, i cosacchi siano riusciti ad impossessarsi della quasi totalità dei carri dei bagagli, incluso quello di Davout. Furono recuperate numerose mappe del Medio Oriente e dell'India, svariate monete e soprattutto il suo bastone da maresciallo. A causa della mancanza di rapporti chiari, non sappiamo luogo e tempistica dell'incidente.

#### Napoleone schiera la Guardia Imperiale
Nel tentativo di creare un forte diversivo e permettere alle forze di Davout di riunirsi al corpo principale, Napoleone prese l'inconsueta decisione di dispiegare la Guardia Imperiale. L'imperatore aveva compreso che aspettare Ney e Davout non era più un'opzione e che era necessario sgomberare la via per Orsha, il più vicino deposito di provviste in mano ai francesi, prima che i russi prendessero la città.
Prima dell'alba, Napoleone preparò le Guardie Imperiali in una manovra diversiva contro Golitsyn, nella speranza che questo fosse sufficiente a dissuadere i russi dall'attaccare Davout. La Guardia fu separata in colonne e l'artiglieria fu preparata per il combattimento. La strategia di Napoleone era di ritardare per quanto più a lungo possibile i russi, in modo che Davout e Ney potessero ricongiungersi al corpo principale dell'esercito e ritirarsi prima che Kutuzov potesse lanciare un attacco e bloccare definitivamente il passaggio per Orsha.
Alle 2:00 quattro reggimenti della Guardia Imperiale si mobilitarono per occupare i terreni ad est e sud-est della città di Krasnoi. Napoleone decise di intervenire personalmente, guidando la Giovane Guardia, mentre la Vecchia Guardia si sarebbe occupata dei cosacchi che bloccavano la strada sul torrente Losvinka.
Pare che uscendo dalla città, lo stesso Napoleone abbia detto:
La Guardia si ritrovò ad affrontare le colonne russe, rinforzate dalle artiglierie di Golytsin e Stroganov. Kutuzov, non avendo sufficienti informazioni, reagì in modo piuttosto esitante all'audace manovra di Napoleone: ordinò a Miloradovich di intervenire e ritardò la manovra di Tormasov per tre ore prima di abbandonare completamente l'offensiva, nonostante la chiara superiorità numerica russa.

#### Situazione al torrente Losvinka

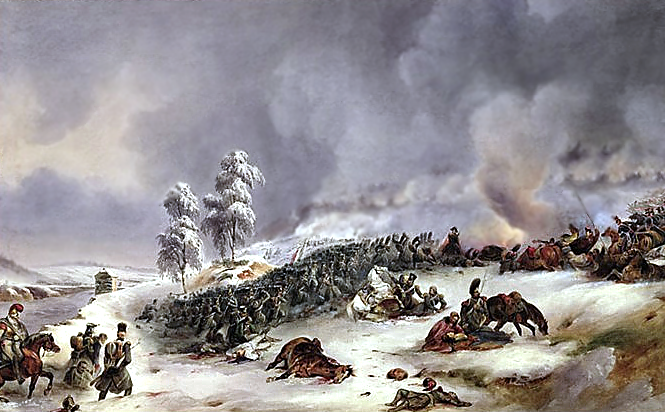
Il 33º Reggimento di Fanteria olandese diposto a quadrato. Dipinto di Jean Antoine Siméon Fort

Alle 9 del mattino, la retroguardia del corpo di Davout, il 33º Reggimento di fanteria olandese, si dispose in una formazione difensiva a quadrato mentre procedeva attraverso la strada in direzione di Krasnoi. La Giovane Guardia intervenne, attaccando le forze russe per fornire la necessaria copertura agli uomini di Davout. I combattimenti durarono per tutta la mattina e parte del primo pomeriggio. Dopo essersi disposti a quadrato, i soldati della retroguardia riuscirono a respingere due cariche dei russi, ma al terzo tentativo, rimasero intrappolati e a corto di munizioni, venendo quasi distrutti. Del 33º Reggimento resteranno solamente 75 uomini. Parallelamente a quanto accadeva al fiume Losvinka, ad Uvarovo, a brave distanza da Krasnoi, una debole avanguardia russa era costretta ad abbandonare la posizione a causa dell'intervento della Giovane Guardia. Il comandante russo Stroganov, come risposta, ordinò un devastante bombardamento, che causò notevoli perdite tra le file francesi.
Kutuzov ordinò a Miloradovich di riposizionare le proprie forze e congiungersi con Golytsin: questo provvedimento impedì a Miloradovich di annientare completamente il I corpo di Davout. Mentre le truppe del maresciallo francese proseguivano, venivano bersagliate da proiettili a grappolo e ripetutamente sottoposte agli attacchi dei cosacchi. Nonostante l'alto numero di caduti e la perdita di tutti i vagoni, incluso quello personale di Davout, molti soldati del I corpo riuscirono ad arrivare a Krasny.
Alle 11, Napoleone ricevette un rapporto che indicava che le forze di Tormasov si stavano preparando per marciare ad ovest di Krasnoi, costringendo l'imperatore a rivedere i propri piani iniziali. Tenere occupato Kutuvoz dino all'arrivo di Ney non era più possibile: i russi avrebbero intrappolato i francesi e non ci sarebbe stata più via di salvezza. Una volta ristabilite le comunicazioni con Davout e Mortier, Napoleone iniziò i preparativi per lasciare Krasny in direzione d Lyady con la Vecchia Guardia. Il 3º Reggimento di Granatieri Olandese e i Lancieri Rossi furono lasciati a Mortier, con il compito di fornire supporto alle truppe rimaste ad affrontare i russi. La decisione non fu presa a cuor leggero, ma era necessaria.
(Philippe-Paul de Segur, p.204)
Mentre Napoleone lasciava Krasny, l'esausta Giovane Guardia reggeva gli attacchi russi, ma non poteva continuare ancora a lungo. Mortier prese la corretta decisione di abbandonare le posizioni e di ritirarsi a Losvinka, prima di essere circondati e distrutti. In perfetto ordine, i membri della Guardia ripiegarono sulla cittadina, colpiti da un'ultima batteria di artiglieria russa verso le 2 del pomeriggio. Nel complesso, la Giovane Guardia perse 3 000 dei suoi 6 000 componenti in un singolo giorno.
Considerata la concreta possibilità di un attacco di Kutuzov alla cittadina, Mortier e Davout affrettarono i preparativi per lasciare Krasny assieme al resto dell'esercito, lasciando al generale Friederichs il compito di difendere la città con un'esigua retroguardia.

#### I francesi si ritirano
Poco prima di mezzogiorno, Napoleone accompagnato dalla Vecchia Guardia e da quanto rimasto del I Corpo di Davout, iniziò a lasciare Krasny in direzione ovest. La strada fu presto intasata dalle file dei soldati, dei loro vagoni dei bagagli e dalla massa di sbandati che seguiva l'esercito. Le forze di Ozharovsky ne approfittarono per infliggere una nuova imboscata alla retroguardia del corpo di Davout, che subì nuovamente gravi perdite. L'intervento dei Lancieri Rossi di Colbert riportò la stabilità, poi ad una frazione della Vecchia Guardia fu chiesto di attaccare.
Dopo aver marciato per un'ora, l'imperatore raccolse la Vecchia Guardia in un quadrato e scese da cavallo. La strada era quasi impraticabile per i cavalli poiché così ghiacciata da potercisi specchiare. Si rivolse a loro dicendo: «Granatieri della mia Guardia, siete testimoni del disordine del mio esercito». Poi si mise alla loro testa e, con un bastone in mano per camminare sul ghiaccio, li guidò. Durante la marcia di allontanamento da Krasny, Napoleone continuava a voltarsi indietro, nella speranza di intravedere l'arrivo di Ney, rimasto preda facile per l'esercito russo.

#### Kutuzov ritarda l'inseguimento
Fedele al metro di giudizio adottato in precedenza, Kutuzov proibì alle sue truppe di inseguire i francesi, almeno inizialmente. Fu verso alle 14 che a Tormasov fu finalmente concesso di effettuare la manovra di accerchiamento che avrebbe permesso la completa distruzione dell'armata di Davout. La neve, caduta in abbondanza, rallentò la manovra e le truppe di Tormasov raggiunsero la posizione stabilita quando ormai era troppo tardi. Secondo l'ufficiale olandese van Dedem, ad una parte della Grande Armeè fu addirittura concesso il libero passaggio verso Orsha, con gran stupore dei francesi.
Alle 15, i russi di Golytsin lanciarono un potente attacco alla retroguardia rimasta a Krasny, costretta a lasciare la città sotto la pressione del nemico. Verso sera, l'intera città era sotto lo stabile controllo dei russi. Attendendo l'arrivo di Ney, abbandonato controvoglia da Napoleone, questi avevano deciso di fortificare le loro posizioni sulle colline.

### 18 Novembre

#### L'impresa del Maresciallo Ney

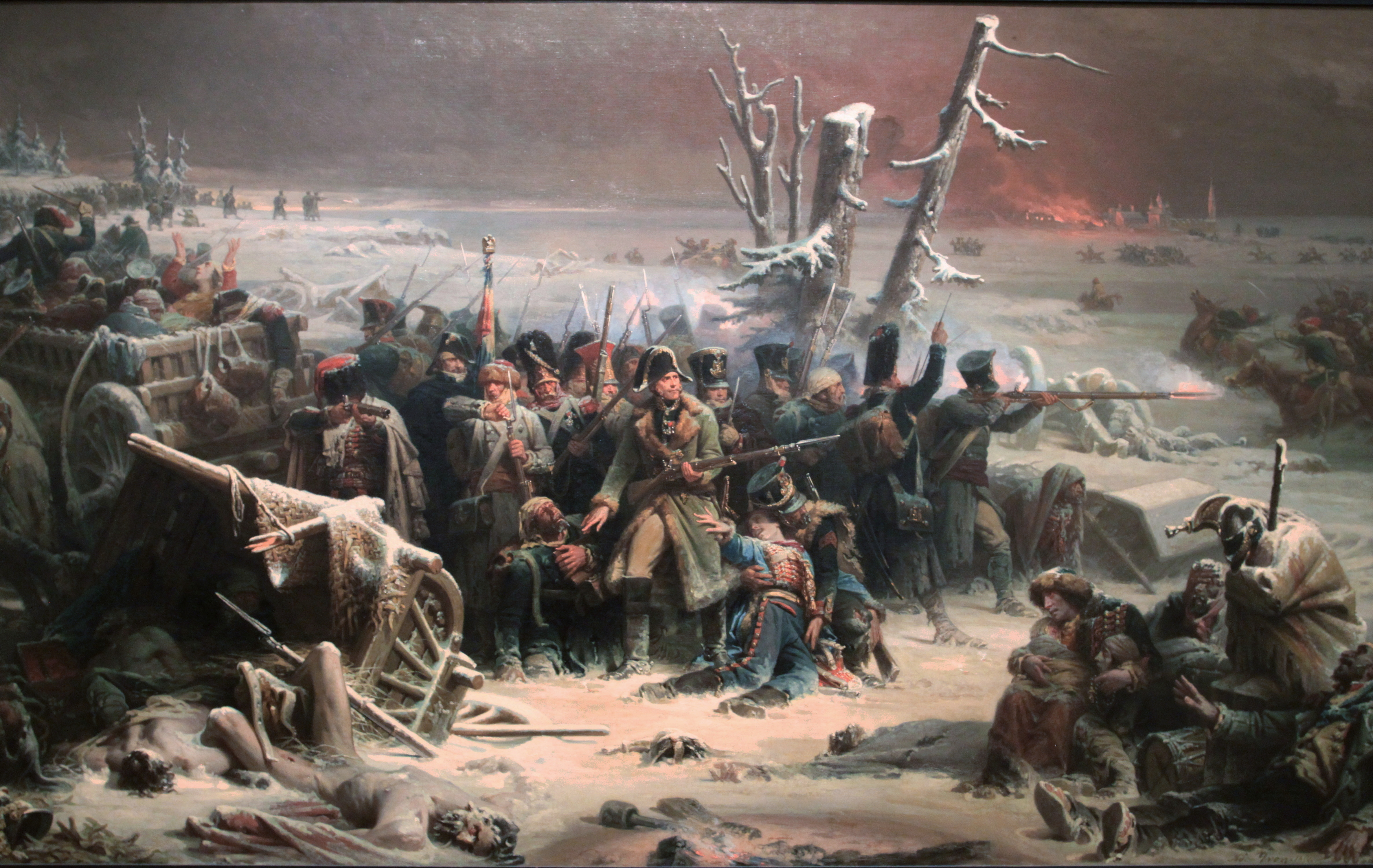
Il Maresciallo Ney supporta la retroguardia nella ritirata in Russia, Adolph Yvon, 1856

L'ultimo corpo francese rimasto a Smolensk era quello di Ney, con partenza prevista il 17 novembre. Il suo corpo d'armata, composto da circa 3 000 uomini, 300 cavalieri e 6 cannoni partì da Korytnya alle 3 del mattino del 18 novembre. Le pessime condizioni meteorologiche della giornata (nebbia ed una leggera pioggia), trasformarono le strade in una distesa di fango prima e poi in una pericolosa lastra di ghiaccio con l'avvicinarsi della sera. Ney, che era completamente all'oscuro di quanto accaduto il giorno precedente ed ignorava il pericolo incombente, decise di marciare attraverso la vallata. Miloradovich, nel frattempo, aveva posizionato le sue truppe sulle colline che sovrastavano il corso del torrente Losvinka.
Verso le 15 le prime truppe dell'avanguardia di Ney avevano raggiunto la cima, prima di venire respinte dalle truppe russe. Pensando che il I Corpo di Davout fosse a Krasny e potesse intervenire in loro soccorso, Ney decise di attaccare le posizioni russe, rifiutando un'offerta russa di un onorevole resa. Inilzialmente, i francesi ebbero la meglio sulle prime due linee di fanteria russa, ma dovettero arrestare la loro avanzata alla terza e subire il feroce contrattacco di Raevsky, che li costrinse ad arretrare ed abbandonare la collina. Il pendio era ricoperto di cadaveri di soldati francesi, con molti feriti, coperti nel proprio sangue e nella neve, speravano di morire assiderati piuttosto che continuare a soffrire ancora. I francesi subirono gravissime perdite, almeno metà degli uomini tra caduti e feriti; la cavalleria era andata completamente distrutta ed i cannoni ancora funzionanti erano solo 2. Miloradovich, spinto dalle disastrose condizioni dell'armata di Ney, offrì loro nuovamente la possibilità di un'onorevole resa: Ney decise di abbandonare la posizione e ritirarsi, su consiglio del colonnello Pelet, aggirando i russi a Mankovo e proseguendo lungo il corso del torrente Losvinka. Giunto a Syrokorene, 13 km più a nord, alle 21, decise di far riposare gli uomini, approfittando di una scorta di barbabietole trovata sul posto. Venuto a sapere nella notte della presenza di Denisov, decise di attraversare il fiume Dnieper sotto la copertura dell'oscurità. Il fiume non era profondo, ma i suoi argini si ergevano quasi verticalmente per 4 metri ed erano quasi completamente ghiacciati. L'azzardata manovra ebbe il suo costo: i due cannoni rimasti e una buona parte dei feriti che non potevano continuare furono lasciati indietro. Alla fine della traversata, i resti del III Corpo ammontavano a non più di 900 uomini.
Per i successivi due giorni, le truppe di Ney si difesero coraggiosamente dagli attacchi dei cosacchi di Denisov e marciarono per oltre 90 km tra foreste e paludi, alla ricerca del resto dell'armata francese. Coperti di neve e mentalmente provati, raggiunsero le truppe del principe Eugenio nei pressi di Orsha alle 3 del mattino del 20 novembre, risollevando il morale complessivo: le truppe di Ney erano state date per distrutte. Per la sua impresa, Napoleone lo omaggiò chiamandolo "il più coraggioso degli uomini».

## Conseguenze
I francesi erano senza cibo e rifornimenti, con un'armata esigua, costantemente tormentata dal freddo. E la battaglia di Krasnoi non fece altro che aggravare la loro condizione.
I continui e ripetuti assalti dei russi ebbero l'effetto sperato: le armate di Davout e Ney, due dei migliori marescialli di Napoleone, e quella di Eugenio erano ormai un lontano ricordo. Numerosi altri reparti furono così duramente colpiti da non poter più garantire alcun ordine e disciplina: dietro alle truppe di testa, ancora capaci di combattere e obbedire agli ordini, si andava formando una lunga colonna di sbandati. Questi erano uomini senza reparto, senza una guida e che non avevano più voglia di combattere, oltre a donne e bambini, rimasti senza un gruppo o che avevano perso mariti e genitori in guerra e che non sapevano come tornare.
L'esercito francese e gli sbandati si raccoglieranno ad Orsha, in attesa di ripartire per Borisov e fuggire dalla Russia attraversando il ponte sulla Beresina.